# Special Libraries Association
La Special Libraries Association (Associació de Biblioteques Especialitzades en català, abreviada SLA) és una associació professional d'àmbit internacional per a professionals del món de la informació que treballen en els sectors empresarials, governamentals, jurídics i financers, així com en organitzacions sense ànim de lucre i institucions acadèmiques.

## Història
La Special Libraries Association va ser fundada l'any 1909, als Estats Units, per un grup de bibliotecaris que treballaven en entorns especialitzats. Aquests estaven dirigits per John Cotton Dana, qui va treballar com el primer president de l'associació des de l'any 1909 fins al 1911. Durant els anys previs a la creació de l'associació, Dana, juntament amb altres bibliotecaris, van observar un augment de la demanda dels tipus de materials que podien proporcionar les biblioteques especialitzades, i van determinar que els professionals de la informació que treballaven en aquests contextos i responien a les noves necessitats dels seus llocs de treball estaven creant un nou tipus de biblioteconomia. A més a més, molts d'aquests bibliotecaris treballaven com a bibliotecaris professionals, però en gran part sense el suport professional de què sí disposen altres bibliotecaris i professionals. El grup de bibliotecaris especialitzats, per tant, va intentar trobar una solució als seus problemes comuns aliant-se entre sí. El seu objectiu, tal com s'indica al primer número de Special Libraries, era "unir en cooperació les petites biblioteques de tot el país; financeres, comercials, científiques, industrials, les de departaments especials de les biblioteques estatals, universitàries i generals; i, bàsicament, totes les biblioteques que es dediquen a finalitats especials i serveixen a un client limitat".
La SLA s'ha convertit en una organització d'abast internacional, amb membres en més de 75 països, i està organitzada en 55 Comunitats regionals, prèviament conegudes com Capítols regionals. A més, l'SLA també té una sèrie de Comunitats, prèviaments conegudes com divisions, dedicades a àrees temàtiques concretes. Moltes Comunitats també inclouen seccions per a subespecialitats. Les divisions actuals inclouen: Acadèmia; Biomèdica i Ciències de la Vida; Negocis i Finances; Química; Intel·ligència competitiva; Educació; Enginyeria; Medi Ambient i Gestió de Recursos; Alimentació, Agricultura i Nutrició; Informació del Govern; Tecnologia de la Informació; Assegurances i beneficis per als empleats; Gestió del coneixement; Legalitat; Lideratge i gestió; Biblioteques Militars; Museus, Arts i Humanitats; Notícies; Petroli i Recursos Energètics; Tecnologia farmacèutica i sanitària; Física-Astronomia-Matemàtiques; Ciència-Tecnologia; Ciència social; Bibliotecaris solistes; taxonomia; i Transport.

### Polèmica del nom
Des del moment de la fundació de la SLA, hi ha hagut una certa controvèrsia envers la terminologia utilitzada pel nom d'Associació de Biblioteques Especials. Quan es va establir l'associació, hi va haver una reacció adversa, gairebé immediata, contra el terme biblioteca especial o bibliotecari especial. Alguns consideraven que el terme era massa específic, ja que, fins aleshores, s'havia utilitzat exclusivament per referir-se a col·leccions de referència que, d'una manera o altra, estaven limitades o reduïdes. Altres opinaven que el terme era massa ampli, centrant-se en un tipus general de col·lecció, més que en el propi treball que realitza el bibliotecari especial. El mateix John Cotton Dana va reconèixer la inadequació del nom durant els anys posteriors a la fundació de SLA, però va assenyalar que el terme s'havia escollit ja que cap altre terme seria precís i alhora englobaria als professionals de l'assoació. Aquest debat continua present entre els membres de l'organització, i es van considerar canvis de nom oficials als anys 1982, 2003 i 2009, però finalment els membres participants hi van votar en contra en tots els casos.

## Pertinença
L'opció de formar part de la SLA està oberta a qualsevol persona o organització. Els membres paguen quotes anuals a la SLA, així com quotes addicionals per cada Comunitat, Divisió o Caucus del que vulguin formar part. Els membres de la SLA acostumen a tenir un màster en biblioteconomia i documentació, i és possible que tinguin un títol avançat en un camp relacionat, com ara dret, medicina o enginyeria. Tot i que en el conjunt de biblioteques especialitzades s'inclouen biblioteques de dret, biblioteques de notícies, biblioteques corporatives, biblioteques de museus, biblioteques mèdiques i biblioteques de transports, en l'actualitat, molts professionals de la informació no treballen en entorns bibliotecaris. Apliquen, de forma proactiva, les seves habilitats especialitzades per donar suport a les necessitats d'informació de les seves organitzacions. Els membres de la SLA realitzen moltes funcions que no són tradicionals dels bibliotecaris, tals com analista d'intel·ligència competitiva corporativa, investigador, o especialista en informació. Atesa la ràpida adopció de les tecnologies de la informació per seleccionar, analitzar, gestionar, emmagatzemar i lliurar informació i coneixement, un membre qualsevol de la SLA pot estar realitzant una sèrie de serveis i emprant una combinació diversa d'habilitats relacionades amb, però no exclusives de, la biblioteconomia. De fet, hi ha una gran probabilitat que un bibliotecari especial no treballi en una biblioteca, sinó en un centre d'informació o centre de recursos.

## Estructura de govern
La SLA es gestionada per una junta directiva que la seleccionen els membres de l'associació, d'acord amb els paràmetres establerts als estatuts de la SLA. La junta directiva és responsable de la direcció i gestió general de la SLA, i és l'òrgan que realitza la tria dels oficials de l'organització. Aquesta junta està dirigida per un president que és elegit per al periode d'un any. Un director executiu, triat per la junta, supervisa la gestió i les funcions del dia a dia de la SLA. La SLA va acollir a Amy Lestition Burke, CAE, com a la seva directora executiva el maig de 2016. Burke havia estat al servei de SLA des de l'1 de març, regint com a vicepresidenta, quan la SLA va signar un acord amb l'empresa de gestió d'associacions MCI USA (prèviament coneguda com Coulter Companies) per gestionar les seves operacions.
Cadascuna de les Comunitats regionals i Comunitats temàtiques de la SLA també selecciona oficials i realitza reunions de manera similar a la SLA. Els membres tenen dret a votar en les eleccions de la junta per a cada Comunitat en què paguen quotes.

### Comissions i consells
Els Comitès i Consells s'estableixen per la junta directiva, amb la finalitat de coordinar les seves activitats relacionades amb l'assoliment de les metes i els objectius de l'associació.
- Consell Assessor de la Conferència Anual
- Comissió de Premis i Honors
- Comissió Paritària de Govern i Estatuts
- Consell Assessor de Preparació per a Emergències i Recuperació
- Comissió de Finances
- Aliança de socis de la indústria
- Consell Assessor de Perspectiva de la Informació
- Consell Assessor de Membres
- Comitè de Nominacions (ara Consell Assessor de Continguts en Línia)
- Consell Assessor de Desenvolupament Professional
- Consell Assessor de Relacions Públiques
- Consell Assessor d'Estudiants i Nous Professionals
- Grups d'Estudiants
- Consell Assessor de Tecnologia
- Comitè de Transició

### Activitats

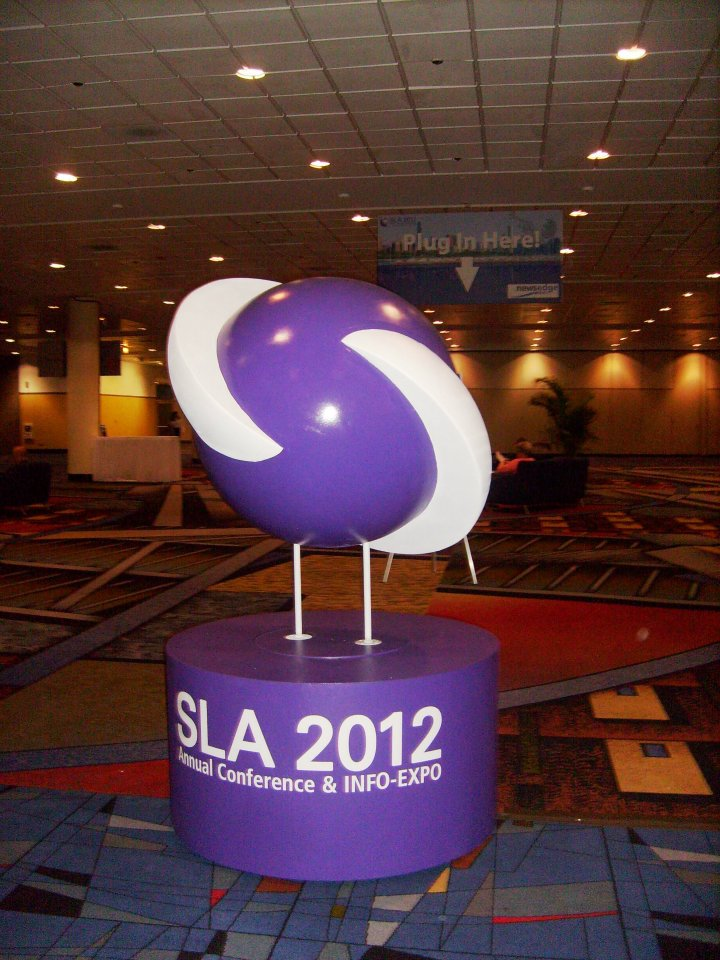
La conferència de la SLA de l'any 2012.

Les activitats que duu a terme la SLA, d'entre altres, són conferències, formació professional, treball en xarxa i defensa legal. La conferència anual de la SLA i la INFO-EXPO, que habitualment es celebren a l'estiu, inclouen programes de caràcter educatiu, esdeveniments relacionats amb el treball de xarxa i exposicions informatives. La conferència anual SLA 2017 es va celebrar a Phoenix. La conferència anual SLA 2018 es va celebrar del 9 al 13 de juny de 2018 a Baltimore, Maryland. La conferència anual de la SLA 2019 es va desenvolupar del 13 al 18 de juny a Cleveland, Ohio.

## Premis
La SLA presenta diversos premis, alguns de manera anual.
La beca a la SLA s'atorga als membres actius de la SLA que estiguin a mitjan carrera professional, com a reconeixement del servei passat, present i futur que el membre ha donat, dona i donarà a l'associació i a la professió. Es contacta amb els becaris, i s'espera que assessorin la junta directiva de l'associació, preparen la documentació necessària i alertin els membres de qualsevol problema o nova tendència en el sector que necessiti de la seva atenció. No es poden seleccionar com a becaris més de cinc membres de la SLA en un any determinat. Les persones que reben aquest honor poden utilitzar el títol de Becari de la Special Libraries Association. (Els membres que formen part de la junta directiva de la SLA no són elegibles per ser designats com a becaris).
El premi John Cotton Dana és l'honor més gran de la SLA, i s'atorga a una persona en reconeixement de tota una vida d'èxits i un servei excepcional a la SLA. (No s'ha de confondre amb el John Cotton Dana Library Public Relations Award, atorgat per l'American Library Association.)
Es donen citacions presidencials als membres de la SLA si fan contribucions importants o notòries que ajudessin a progressar cap a l'assoliment de les metes o objectius de la SLA durant l'any anterior. Les citacions presidencials es donen a criteri del president de la SLA.
El premi Rose L. Vormelker s'atorga a un membre de la SLA que estigui a mitjan carrera professional i que ensenya o supervisa de manera activa a estudiants o professionals treballadors.
El Saló de la Fama de la SLA es dona a un membre de la SLA que estigui prop del final de la seva carrera professional, en reconeixement del servei i les contribucions cap a la SLA i cap a l'assoliment de les seves metes i objectius.
El premi James M. Matarazzo Rising Star es lliura anualment a un màxim de cinc membres nous de la SLA, que hagin estat membres durant cinc anys com a molt, i mostrin un potencial excepcional de lideratge i contribució a l'associació i la professió.
Els candidats a nominació han de complir almenys un dels següents requisits:
- Haver realitzat treball i activitats professionals destacades en nom de la SLA
- Haver desenvolupat innovacions considerables a la seva feina
- Haver participat activament en unitats de la SLA i en els seus programes d'associació
- Haver promogut la visibilitat de la SLA o el valor dels professionals de la informació

Els guanyadors es registren de manera gratuïta a la Conferència Anual de la SLA i INFO-EXPO de l'any en què obtenen el premi.
Els programes de reconeixement del Comitè/Consell/Unitat de la SLA i els premis al mèrit SAAAC són atorgats pel Consell Assessor d'Afers Acadèmics i d'Estudiants de la SLA (SAAAC), en reconeixement del desenvolupament actiu i la participació dels membres que són estudiants en les activitats Grupals per Estudiants de la SLA. Mitjançant aquests premis, la SAAAC reconeix i honra els grups d'estudiants de la SLA que, amb un lideratge remarcable, programació innovadora o ús creatiu de recursos electrònics, contribueixen a augmentar la quantitat de membres i a expandir el desenvolupament del sector professional. Els premis SAAAC es basen en proves quantitatives i qualitatives documentades, les quals formen part d'un o més dels criteris d'adjudicació següents:
- Augment dels membres al grup d'estudiants
- Més oportunitats de desenvolupament professional (tant formals com informals)
- Perfil més elevat del grup d'estudiants de la SLA dins de la seva escola, al seu propi campus o a la comunitat professional
- Èxit en reunir educadors i bibliotecaris especials actius
- Perfil millorat de biblioteconomia especial i/o SLA dins de la comunitat acadèmica, o més enllà d'ella

Diversos altres premis s'atorguen a nivell de Comunitat i Divisió, així com a la Conferència Anual de la SLA.

## Publicacions
- Special Libraries (1910-1996), una revista que recull articles i columnes sobre catalogació i indexació, ressenyes de llibres i informació sobre la Special Library Association.[13]

- Information Outlook (1997-2020), abans Special Libraries, una revista bimensual de la indústria que es publica en línia. La publicació va cessar amb el número de març-abril de 2020.[14][15]